# 串良町
串良町（くしらちょう）は、鹿児島県肝属郡にあった町。第一次産業に従事する住民が多く、農業を基幹産業とする町である。
大隅中央合併協議会の一員として周辺の鹿屋市、輝北町、吾平町と2006年1月1日に合併（新設合併）し、新たに鹿屋市となった。合併後4年間（2009年まで）は鹿屋市の地域自治区「串良町」として、2010年以降は旧串良町内の大字に冠する地名（例：鹿屋市串良町岡崎）として残置されている。

## 地理

### 地勢
大隅半島のほぼ中央部に位置しており、町域は東西12.7 km、南北6.1 kmに及ぶ。東串良町との境に串良川（肝属川支流）が流れる。町域の大半を笠野原台地が占める。

### 大字
2010年以降は「串良町」を冠している。
- 上小原、下小原、有里、岡崎、細山田

## 歴史

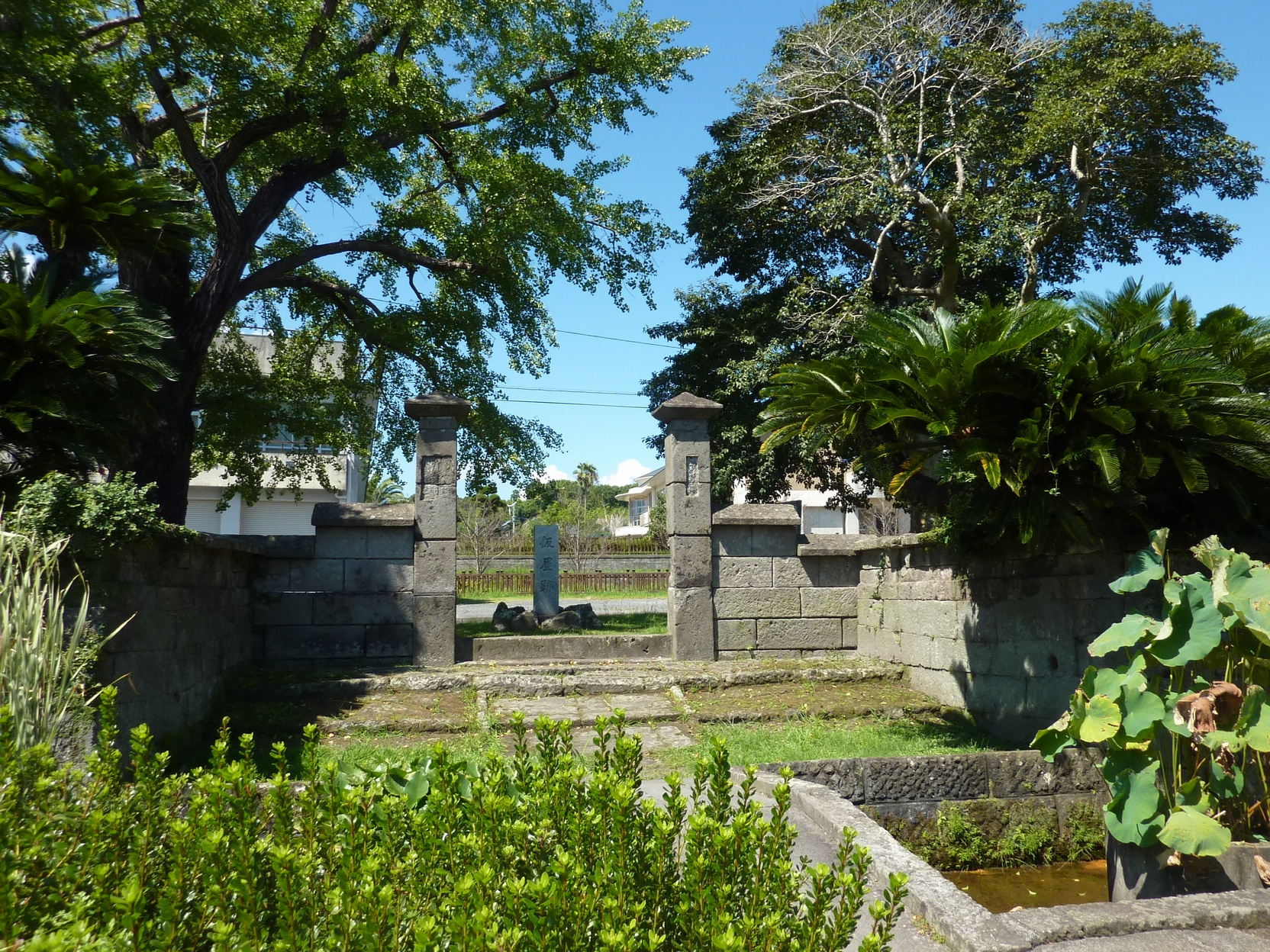
串良郷の地頭仮屋跡

江戸時代は薩摩藩の直轄領であり、東串良町とともに串良郷（外城）として統治されていた。後の串良町役場周辺に地頭仮屋（現代における役場）が設置された。
- 1889年4月1日 - 町村制実施に伴い串良郷を東西に分け、そのうち西側が西串良村として発足。東側は東串良町として現存する。
- 1932年5月15日 - 町制施行され、串良町となる。
- 1952年 - 串良町役場が完成[1]。
- 2006年1月1日 - 鹿屋市・吾平町・輝北町と合併し、（新）鹿屋市の地域自治区となる。
- 2010年1月1日 - 地域自治区として廃止。鹿屋市の地名の一部となる。

## 地域・行政

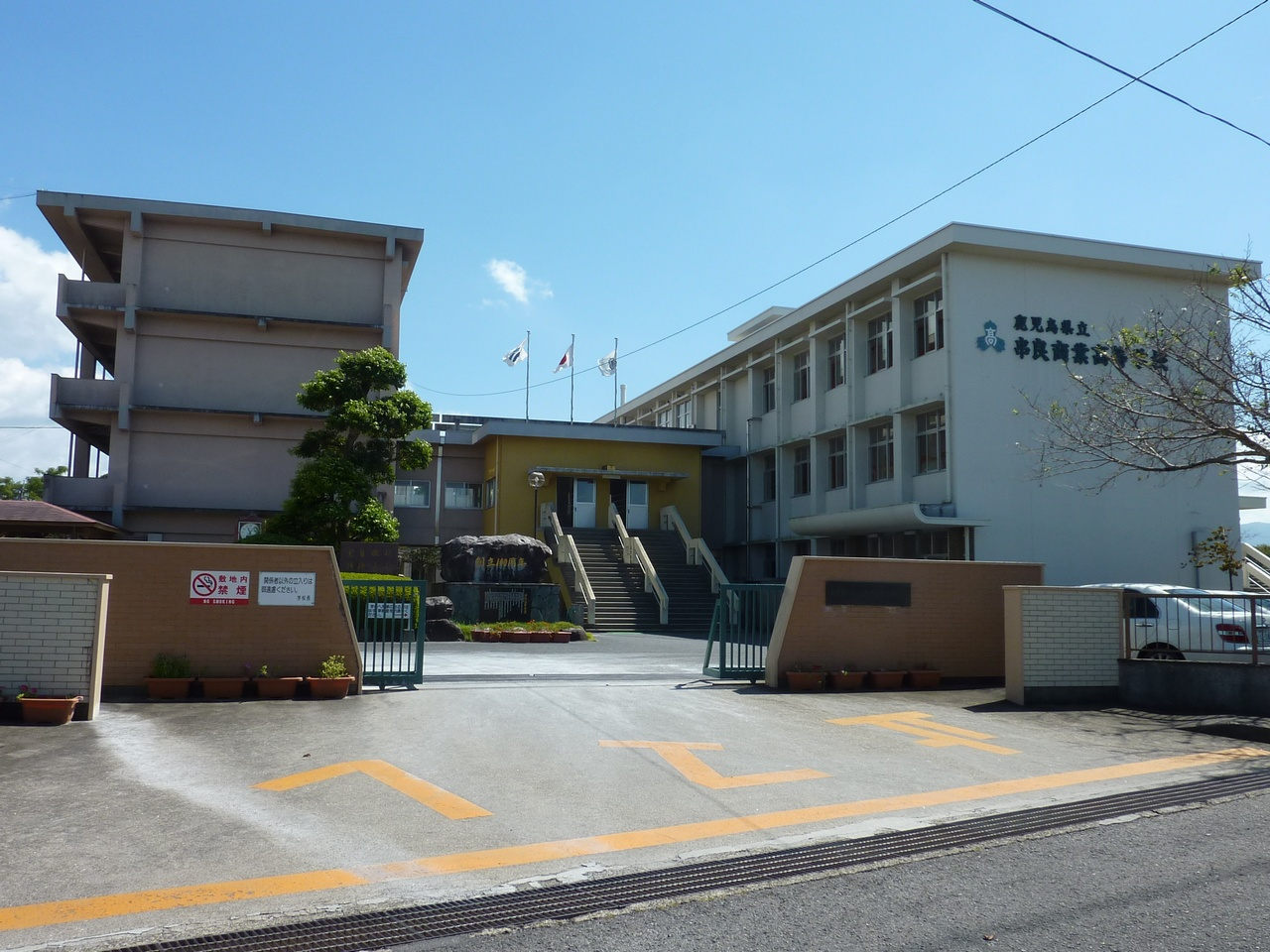
串良商業高校

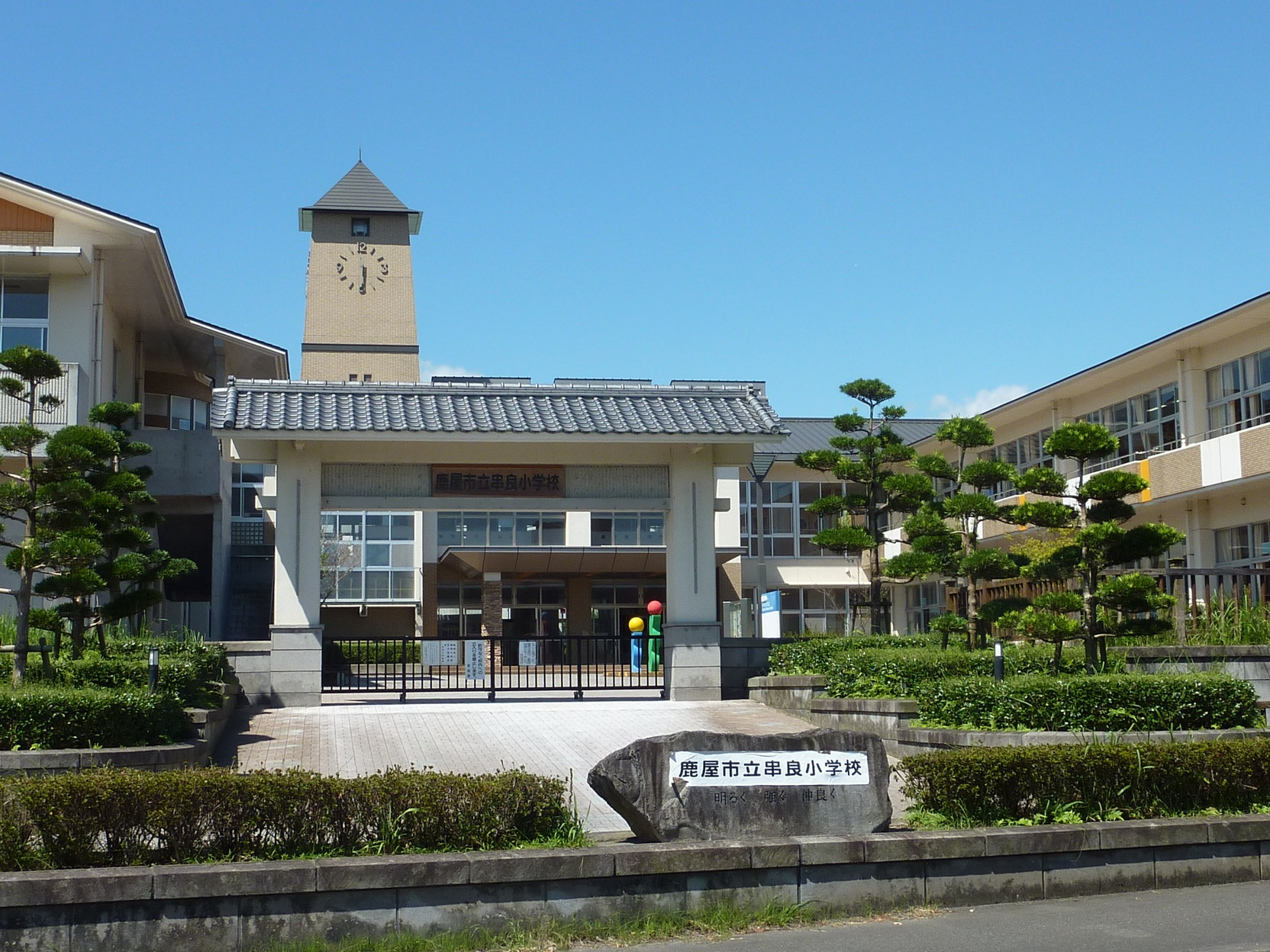
串良小学校

### 行政
- 串良町役場(合併前最後の町長は第9代橋口貞伸町長)
- 串良町立保健センター
- 串良町老人福祉センター
- 串良平和アリーナ

### 教育機関

#### 高等学校
- 鹿児島県立串良商業高等学校

#### 中学校
- 串良町立串良中学校
- 串良町立細山田中学校
- 串良町立上小原中学校

#### 小学校
- 串良町立串良小学校
- 串良町立細山田小学校
- 串良町立上小原小学校

## 観光
- 大塚山
- 平和公園（旧海軍航空隊串良基地跡）
- アクアゾーンくしら

## 交通

### 鉄道
- 現在串良町には鉄道はないがかつては日本国有鉄道（国鉄）大隅線が走っていた。
  - （東串良町） - 串良駅 - 下小原駅 - （高山町）

### 路線バス
- 大隅交通ネットワーク:垂水〜鹿屋〜串良〜東串良〜志布志を1時間に1本程度の間隔で運行している。
- 串良ふれあいバス（串良町立）

### 国道
- 国道220号
- 国道269号

## 串良に関する書籍
- 串良町郷土史編纂委員会編『串良郷土誌』串良町、1973年3月発行.
- 串良町教育委員会社会教育課編『串良町郷土誌』串良町、2005年3月発行.
- 南日本新聞社編「特攻機送った陸の空母」『記憶の証人』南日本新聞社、2006年2月発行.
- 桑原敬一著『語られざる特攻基地・串良』文藝春秋社（文春文庫）、2006年8月発行.
- 髙橋孟 著『海軍めしたき総決算』新潮社(新潮文庫)、1984年12月発行.
- 荒木辰昭他編集『遙かなる串良海軍航空隊―串良空３期生の記録』「記念誌刊行会」事務局、1994年7月発行.
- 佐志飛四三二七一 西本正春 著「串良海軍航空隊 予科練日記」 熊日出版(熊本日日新聞情報文化センター)、2003年7月発行